# After Words
After Words è un film del 2014 diretto da Juan Feldman. Il soggetto, dello stesso regista, è stato sviluppato dallo sceneggiatore Joel Silverman.

## Trama
Una bibliotecaria, che ha perso il lavoro, decide di fare un ultimo meraviglioso viaggio in Costa Rica prima di ingoiare una confezione di pillole e suicidarsi. Una volta lì, incontra un uomo più giovane, una guida turistica vivace che la porta in luoghi meravigliosi, e rimane affascinata dal suo distaccato intellettualismo. Lui si impegna a fondo per farla esprimere, per farle abbracciare il motto costaricano pura vida, che letteralmente significa "vita pura", ma che in un senso più ampio comprende l'esuberanza nazionale per la vita. Lei lo ispira a leggere il primo libro che abbia mai letto e lui la incoraggia a divertirsi, rilassarsi e lasciarsi andare per la prima volta dopo troppi anni. Nasce così una relazione romantica insolita ma deliziosa.

## Produzione
Le riprese del film, il cui titolo di lavorazione era inizialmente The Librarian, sono iniziate a Portosol, in Costa Rica, nel 2012.

## Distribuzione
Il film è stato distribuito, dopo un'attesa di tre anni, negli Stati Uniti a partire dal 19 agosto 2015.

## Accoglienza
L'aggregatore di recensioni Rotten Tomatoes attribuisce al film il 38% di recensioni positive su otto critici, con una valutazione media di 5,6/10.